# Anna Palka
Anna Teresa Palka z domu Moskała (ur. 2 października 1971 w Zagórzu koło Babic) – polska policjantka, aktorka niezawodowa, samorządowiec. Znana głównie z występów w serialach stacji TVN W11 – Wydział Śledczy i Detektywi. Wystąpiła gościnnie w talk-show Rozmowy w toku.

## Życiorys
Ukończyła Liceum Ogólnokształcące w Chrzanowie. W latach 2000–2005 służyła w Komendzie Powiatowej Policji w Chrzanowie. Po ukończeniu szkolenia podstawowego w Legionowie pracowała jako dzielnicowy. Następnie w sekcji dochodzeniowo-śledczej; później w zespole finansów i zaopatrzenia. Była pomocnikiem oficera dyżurnego. Przez ostatni rok pracowała w sekcji kryminalnej.
W latach 2014–2018 radna gminy Babice.